# لیگ قهرمانان کونکاکاف ۱۱–۲۰۱۰
لیگ قهرمانان کونکاکاف ۱۱–۲۰۱۰ سومین دوره لیگ قهرمانان کونکاکاف با فرمت کنونی و به طور کلی چهل و ششمین دوره از مسابقات برتر باشگاهی فوتبال بود که توسط کونکاکاف، نهاد حاکم منطقه‌ای آمریکای شمالی، آمریکای مرکزی و کارائیب برگزار شد. مسابقات در ۲۷ ژوئیه ۲۰۱۰ آغاز شد و در ۲۷ آوریل ۲۰۱۱ به پایان رسید. مونتری مکزیک اولین قهرمانی خود را به دست آورد و در مجموع در فینال رئال سالت لیک از ایالات متحده را با نتیجه ۳–۲ شکست داد. به عنوان قهرمان، مونتری به عنوان نماینده کونکاکاف به جام باشگاه‌های جهان ۲۰۱۱ راه یافت.

## نحوه صلاحیت
۲۴ تیم در لیگ قهرمانان کونکاکاف ۱۰–۲۰۰۹ از مناطق آمریکای شمالی، آمریکای مرکزی و کارائیب شرکت کردند. ۹ تیم از آمریکای شمالی، ۱۲ تیم از آمریکای مرکزی و ۳ تیم از کارائیب بودند.
تیم‌ها در صورت نداشتن ورزشگاهی برای مسابقات که کونکاکاف مناسب می‌داند، محروم و جایگزین شوند. اگر باشگاهی نتواند استانداردهای ورزشگاه خانگی خود را رعایت کند، این باشگاه باید ورزشگاه مناسبی در کشور خود پیدا کند. اگر باشگاه مذکور نتواند امکانات کافی را فراهم کند، خطر جایگزین شدن را به دنبال دارد.
- آمریکای مرکزی: ۱۲ باشگاه از آمریکای مرکزی می‌توانند به لیگ قهرمانان کونکاکاف راه پیدا کنند. اگر یک یا چند باشگاه ممنوع شوند، باشگاهی از یک فدراسیون دیگر آمریکای مرکزی جایگزین آنها خواهد شد. تخصیص مجدد بر اساس نتایج لیگ قهرمانان کونکاکاف ۱۰–۲۰۰۹ بود.
- کارائیب: اگر هر باشگاهی از کارائیب محروم شود، جای آنها را تیم چهارم "جام باشگاه‌های کارائیب ۲۰۱۰" خواهد گرفت.

برای نمایندگان آمریکای مرکزی که از طریق فصل‌های تقسیم‌شده واجد شرایط هستند، در کشورهایی که برای تعیین قهرمان ملی در مرحله پلی‌آف بازی می‌کنند، برنده مقام اول کشور را کسب می‌کند و در کشورهایی که این کار را نمی‌کنند، مجموع امتیازات در هر دو فصل و به دنبال آن سایر معیارهای تساوی‌شکن، تعیین می‌کنند که کدام تیم مقام برتر کشور را کسب کند.

پس از تجزیه و تحلیل نتایج قبلی، کمیته اجرایی کونکاکاف تخصیص مجدد سهمیه‌ها را در مقایسه با دو فصل قبل تصویب کرد و به پاناما یک سهمیه خودکار در مرحله گروهی داد و در عین حال هر دو سهمیه السالوادور را به مرحله مقدماتی فرستاد.

### تیم‌ها
تیم‌هایی که پررنگ هستند به طور مستقیم به مرحله گروهی راه پیدا می‌کنند.
| انجمن                  | باشگاه                | نحوه صلاحیت                                     |
| آمریکای شمالی (۹ تیم)  | آمریکای شمالی (۹ تیم) | آمریکای شمالی (۹ تیم)                           |
| ---------------------- | --------------------- | ----------------------------------------------- |
| مکزیک ۴ سهمیه          | مونتری                | قهرمان فصل پایانی ۲۰۰۹                          |
| مکزیک ۴ سهمیه          | تولوکا                | قهرمان بیسنتناریو ۲۰۱۰                          |
| مکزیک ۴ سهمیه          | کروز آزول             | نایب قهرمان فصل پایانی ۲۰۰۹                     |
| مکزیک ۴ سهمیه          | سانتوس لاگونا         | نایب قهرمان بیسنتناریو ۲۰۱۰                     |
| ایالات متحده ۴ سهمیه   | رئال سالت لیک         | قهرمان جام ام‌ال‌اس ۲۰۰۹                          |
| ایالات متحده ۴ سهمیه   | کلمبوس کرو            | قهرمان ساپورترز شیلد ۲۰۰۹                       |
| ایالات متحده ۴ سهمیه   | لس آنجلس گلکسی        | نایب قهرمان جام ام‌ال‌اس ۲۰۰۹                     |
| ایالات متحده ۴ سهمیه   | سیاتل ساندرز          | قهرمان جام یو اس اوپن ۲۰۰۹                      |
| کانادا ۱ سهمیه         | تورنتو                | قهرمان مسابقات قهرمانی کانادا ۲۰۱۰              |
| آمریکای مرکزی (۱۲ تیم) |                       |                                                 |
| هندوراس ۳ سهمیه        | ماراتن                | قهرمان فصل پایانی ۲۰۰۹                          |
| هندوراس ۳ سهمیه        | المپیا                | قهرمان فصل آغازین ۲۰۱۰                          |
| هندوراس ۳ سهمیه        | موتاگوا               | نایب قهرمان فصل آغازین ۲۰۱۰                     |
| پاناما ۳ سهمیه         | عربه یونیدو           | قهرمان فصل پایانی ۲۰۰۹ و فصل آغازین ۲۰۱۰        |
| پاناما ۳ سهمیه         | تائورو                | نایب قهرمان فصل پایانی ۲۰۰۹                     |
| پاناما ۳ سهمیه         | سان فرانسیسکو         | نایب قهرمان فصل آغازین ۲۰۱۰                     |
| کاستاریکا ۲ سهمیه      | بروخاس                | قهرمان فصل زمستانی ۲۰۰۹                         |
| کاستاریکا ۲ سهمیه      | ساپریسا               | قهرمان فصل تابستانی ۲۰۱۰                        |
| گواتمالا ۲ سهمیه       | مونیسیپال             | قهرمان فصل پایانی ۲۰۰۹ و فصل آغازین ۲۰۱۰        |
| گواتمالا ۲ سهمیه       | شلاهو                 | نایب قهرمان فصل آغازین ۲۰۱۰ با رکورد مجموع بهتر |
| السالوادور ۲ سهمیه     | فاس                   | قهرمان فصل پایانی ۲۰۰۹                          |
| السالوادور ۲ سهمیه     | ایسیدرو متاپان        | قهرمان فصل آغازین ۲۰۱۰                          |
| کارائیب (۳ تیم)        |                       |                                                 |
| پورتوریکو              | پورتوریکو‌ آیلندرز     | قهرمان جام باشگاه‌های کارائیب ۲۰۱۰               |
| ترینیداد و توباگو      | جو پابلیک             | نایب قهرمان جام باشگاه‌های کارائیب ۲۰۱۰          |
| ترینیداد و توباگو      | سن خوان جابلوته       | تیم سوم جام باشگاه‌های کارائیب ۲۰۱۰              |

## فرمت
مانند دوره های قبلی، این مسابقات شامل یک دور مقدماتی رفت و برگشت برای ۱۶ باشگاه بود. هشت تیم برنده به همراه هشت تیم دیگر که به طور مستقیم به مرحله گروهی راه یافتند، در چهار گروه چهار تیمی قرار گرفتند که هر تیم با سایر تیم‌های گروه خود در بازی‌های خانگی و خارج از خانه به صورت رفت و برگشت بازی می‌کند. دو تیم برتر هر گروه به مرحله یک چهارم نهایی مرحله قهرمانی که شامل بازی‌های حذفی خانگی و خارج از خانه بود راه یافتند. در صورت تساوی در پایان دو بازی، قانون گل زده در خانه حریف استفاده می‌شود، اما نه پس از ورود مسابقه به وقت اضافه، و بنابراین اگر مجموع امتیاز بعد از وقت اضافه مساوی شود، برنده در ضربات پنالتی تعیین می‌شود.
| مرحله گروهی   | مرحله گروهی   | مرحله گروهی       | مرحله گروهی    | مرحله گروهی     |
| ------------- | ------------- | ----------------- | -------------- | --------------- |
| گلدان A       | مونتری        | تولوکا            | کلمبوس کرو     | رئال سالت لیک   |
| گلدان B       | ساپریسا       | المپیا            | مونیسیپال      | عربه یونیدو     |
| مرحله مقدماتی |               |                   |                |                 |
| گلدان A       | کروز آزول     | سانتوس لاگونا     | لس آنجلس گلکسی | سیاتل ساندرز    |
| گلدان A       | بروخاس        | ماراتن            | فاس            | تورنتو          |
| گلدان B       | شلاهو         | تائورو            | ایسیدرو متاپان | موتاگوا         |
| گلدان B       | سان فرانسیسکو | پورتوریکو آیلندرز | جو پابلیک      | سن خوان جابلوته |

## برنامه مسابقات
| دور           | دور           | تاریخ قرعه کشی                        | بازی رفت           | بازی برگشت         |
| ------------- | ------------- | ------------------------------------- | ------------------ | ------------------ |
| مرحله مقدماتی | مقدماتی       | ۱۹ مه ۲۰۱۰ (نیویورک، ایالات متحده)    | ۲۷–۲۹ ژوئیه ۲۰۱۰   | ۳–۵ اوت ۲۰۱۰       |
| مرحله گروهی   | هفته ۱        | ۱۹ مه ۲۰۱۰ (نیویورک، ایالات متحده)    | ۱۷–۱۹ اوت ۲۰۱۰     | ۱۷–۱۹ اوت ۲۰۱۰     |
| مرحله گروهی   | هفته ۲        | ۱۹ مه ۲۰۱۰ (نیویورک، ایالات متحده)    | ۲۴–۲۶ اوت ۲۰۱۰     | ۲۴–۲۶ اوت ۲۰۱۰     |
| مرحله گروهی   | هفته ۳        | ۱۹ مه ۲۰۱۰ (نیویورک، ایالات متحده)    | ۱۴–۱۶ سپتامبر ۲۰۱۰ | ۱۴–۱۶ سپتامبر ۲۰۱۰ |
| مرحله گروهی   | هفته ۴        | ۱۹ مه ۲۰۱۰ (نیویورک، ایالات متحده)    | ۲۱–۲۳ سپتامبر ۲۰۱۰ | ۲۱–۲۳ سپتامبر ۲۰۱۰ |
| مرحله گروهی   | هفته ۵        | ۱۹ مه ۲۰۱۰ (نیویورک، ایالات متحده)    | ۲۸–۳۰ سپتامبر ۲۰۱۰ | ۲۸–۳۰ سپتامبر ۲۰۱۰ |
| مرحله گروهی   | هفته ۶        | ۱۹ مه ۲۰۱۰ (نیویورک، ایالات متحده)    | ۱۹–۲۱ اکتبر ۲۰۱۰   | ۱۹–۲۱ اکتبر ۲۰۱۰   |
| مرحله قهرمانی | یک‌چهارم نهایی | ۱ نوامبر ۲۰۱۰ (نیویورک, ایالات متحده) | ۲۲–۲۴ فوریه ۲۰۱۱   | ۱–۳ مارس ۲۰۱۱      |
| مرحله قهرمانی | نیمه نهایی    | ۱ نوامبر ۲۰۱۰ (نیویورک, ایالات متحده) | ۱۵–۱۶ مارس ۲۰۱۱    | ۵–۶ آوریل ۲۰۱۱     |
| مرحله قهرمانی | فینال         | ۱ نوامبر ۲۰۱۰ (نیویورک, ایالات متحده) | ۲۰ آوریل ۲۰۱۱      | ۲۷ آوریل ۲۰۱۱      |

## مرحله مقدماتی
قرعه کشی دور مقدماتی و مرحله گروهی در ۱۹ مه ۲۰۱۰ در مقر کونکاکاف در شهر نیویورک برگزار شد. بازی‌های اول دور مقدماتی از ۲۷ تا ۲۹ ژوئیه ۲۰۱۰ برگزار شد، در حالی که بازی‌های برگشت ۳ تا ۵ اوت ۲۰۱۰ برگزار شد.
| تیم ۱           | نتیجه نهایی | تیم ۲             | بازی رفت | بازی برگشت |
| --------------- | ----------- | ----------------- | -------- | ---------- |
| فاس             | ۳–۱         | شلاهو             | ۱–۱      | ۲–۰        |
| بروخاس          | ۴–۶         | جو پابلیک         | ۲–۲      | ۲–۴        |
| سن خوان جابلوته | ۰–۶         | سانتوس لاگونا     | ۰–۱      | ۰–۵        |
| سان فرانسیسکو   | ۲–۹         | کروز آزول         | ۲–۳      | ۰–۶        |
| لس آنجلس گلکسی  | ۳–۵         | پورتوریکو آیلندرز | ۱–۴      | ۲–۱        |
| تائورو          | ۲–۴         | ماراتن            | ۰–۳      | ۲–۱        |
| سیاتل ساندرز    | ۲–۱         | ایسیدرو متاپان    | ۱–۰      | ۱–۱        |
| تورنتو          | ۳–۲         | موتاگوا           | ۱–۰      | ۲–۲        |

## مرحله گروهی
مرحله گروهی در ۶ دور در طی اوت تا اکتبر ۲۰۱۰ انجام شد.

### گروه A
| تیم           | بازی | برد | مساوی | باخت | گل زده | گل خورده | گل تفاضل | امتیاز |  | RSL | CRU | TOR | ÁRA |
| ------------- | ---- | --- | ----- | ---- | ------ | -------- | -------- | ------ |  | --- | --- | --- | --- |
| رئال سالت لیک | ۶    | ۴   | ۱     | ۱    | ۱۷     | ۱۱       | ۶+       | ۱۳     |  | —   | ۳–۱ | ۴–۱ | ۲–۱ |
| کروز آزول     | ۶    | ۳   | ۱     | ۲    | ۱۵     | ۹        | ۶+       | ۱۰     |  | ۵–۴ | —   | ۰–۰ | ۲–۰ |
| تورنتو        | ۶    | ۲   | ۲     | ۲    | ۵      | ۷        | ۲−       | ۸      |  | ۱–۱ | ۲–۱ | —   | ۱–۰ |
| عربه یونیدو   | ۶    | ۱   | ۰     | ۵    | ۴      | ۱۴       | ۱۰−      | ۳      |  | ۲–۳ | ۰–۶ | ۱–۰ | —   |

### گروه B
| تیم           | بازی | برد | مساوی | باخت | گل زده | گل خورده | گل تفاضل | امتیاز |  | SAN | CLB | MUN | JOE |
| ------------- | ---- | --- | ----- | ---- | ------ | -------- | -------- | ------ |  | --- | --- | --- | --- |
| سانتوس لاگونا | ۶    | ۴   | ۱     | ۱    | ۱۹     | ۷        | ۱۲+      | ۱۳     |  | —   | ۱–۰ | ۶–۱ | ۵–۱ |
| کلمبوس کرو    | ۶    | ۴   | ۰     | ۲    | ۱۰     | ۴        | ۶+       | ۱۲     |  | ۱–۰ | —   | ۱–۰ | ۳–۰ |
| مونیسیپال     | ۶    | ۲   | ۲     | ۲    | ۹      | ۱۳       | ۴−       | ۸      |  | ۲–۲ | ۲–۱ | —   | ۱–۱ |
| جو پابلیک     | ۶    | ۰   | ۱     | ۵    | ۷      | ۲۱       | ۱۴−      | ۱      |  | ۲–۵ | ۱–۴ | ۲–۳ | —   |

### گروه C
| تیم          | بازی | برد | مساوی | باخت | گل زده | گل خورده | گل تفاضل | امتیاز |  | MON | SAP | MAR | SEA |
| ------------ | ---- | --- | ----- | ---- | ------ | -------- | -------- | ------ |  | --- | --- | --- | --- |
| مونتری       | ۶    | ۵   | ۱     | ۰    | ۱۱     | ۴        | ۷+       | ۱۶     |  | —   | ۱–۰ | ۲–۰ | ۳–۲ |
| ساپریسا      | ۶    | ۳   | ۱     | ۲    | ۱۱     | ۷        | ۴+       | ۱۰     |  | ۲–۲ | —   | ۴–۱ | ۲–۰ |
| ماراتن       | ۶    | ۲   | ۰     | ۴    | ۵      | ۱۱       | ۶−       | ۶      |  | ۰–۱ | ۲–۱ | —   | ۲–۱ |
| سیاتل ساندرز | ۶    | ۱   | ۰     | ۵    | ۶      | ۱۱       | ۵−       | ۳      |  | ۰–۲ | ۱–۲ | ۲–۰ | —   |

### گروه D
| تیم               | بازی | برد | مساوی | باخت | گل زده | گل خورده | گل تفاضل | امتیاز |  | OLI | TOL | PRI | FAS |
| ----------------- | ---- | --- | ----- | ---- | ------ | -------- | -------- | ------ |  | --- | --- | --- | --- |
| المپیا            | ۶    | ۴   | ۱     | ۱    | ۱۲     | ۷        | ۵+       | ۱۳     |  | —   | ۲–۱ | ۳–۰ | ۲–۰ |
| تولوکا            | ۶    | ۳   | ۱     | ۲    | ۱۵     | ۵        | ۱۰+      | ۱۰     |  | ۴–۰ | —   | ۳–۰ | ۵–۰ |
| پورتوریکو آیلندرز | ۶    | ۲   | ۲     | ۲    | ۸      | ۱۰       | ۲−       | ۸      |  | ۱–۱ | ۳–۲ | —   | ۴–۱ |
| فاس               | ۶    | ۰   | ۲     | ۴    | ۲      | ۱۵       | ۱۳−      | ۲      |  | ۱–۴ | ۰–۰ | ۰–۰ | —   |

## مرحله قهرمانی
قرعه کشی مرحله قهرمانی در ۱ نوامبر ۲۰۱۰ انجام شد. در مرحله یک‌چهارم نهایی، برندگان گروه بازی برگشت را در خانه انجام دادند و در برابر تیم دوم گروه‌ها قرار گرفتند، تنها محدودیت این بود که تیمی نمی‌توانست با همان تیمی که در مرحله گروهی بازی می‌کرد روبرو شود.
|  | یک‌چهارم نهایی | یک‌چهارم نهایی | یک‌چهارم نهایی | یک‌چهارم نهایی | یک‌چهارم نهایی |   |               | نیمه نهایی    | نیمه نهایی | نیمه نهایی | نیمه نهایی | نیمه نهایی |  |  | فینال  | فینال  | فینال | فینال | فینال |
|  |               |               |               |               |               |   |               |               |            |            |            |            |  |  |        |        |       |       |       |
|  | تولوکا        | تولوکا        | ۰             | ۰             | ۰             |   |               |               |            |            |            |            |  |  |        |        |       |       |       |
|  | مونتری        | مونتری        | ۱             | ۱             | ۲             |   |               |               |            |            |            |            |  |  |        |        |       |       |       |
|  | مونتری        | مونتری        | ۱             | ۱             | ۲             |   | مونتری        | مونتری        | ۲          | ۱          | ۳          |            |  |  |        |        |       |       |       |
|  |               |               |               |               |               |   | مونتری        | مونتری        | ۲          | ۱          | ۳          |            |  |  |        |        |       |       |       |
|  |               | کروز آزول     | کروز آزول     | ۱             | ۱             | ۲ |               |               |            |            |            |            |  |  |        |        |       |       |       |
|  | کروز آزول     | کروز آزول     | کروز آزول     | ۱             | ۱             | ۲ | ۲             | ۳             | ۵          |            |            |            |  |  |        |        |       |       |       |
|  | کروز آزول     | کروز آزول     |               |               |               |   | ۲             | ۳             | ۵          |            |            |            |  |  |        |        |       |       |       |
|  | سانتوس لاگونا | سانتوس لاگونا | ۰             | ۱             | ۱             |   |               |               |            |            |            |            |  |  |        |        |       |       |       |
|  |               |               |               |               |               |   |               |               |            |            |            |            |  |  | مونتری | مونتری | ۲     | ۱     | ۳     |
|  |               |               | رئال سالت لیک | رئال سالت لیک | ۲             | ۰ | ۲             |               |            |            |            |            |  |  |        |        |       |       |       |
|  | کلمبوس کرو    | کلمبوس کرو    | ۰             | ۱             | ۱             |   |               |               |            |            |            |            |  |  |        |        |       |       |       |
|  | رئال سالت لیک | رئال سالت لیک | ۰             | ۴             | ۴             |   |               |               |            |            |            |            |  |  |        |        |       |       |       |
|  | رئال سالت لیک | رئال سالت لیک | ۰             | ۴             | ۴             |   | رئال سالت لیک | رئال سالت لیک | ۲          | ۱          | ۳          |            |  |  |        |        |       |       |       |
|  |               |               |               |               |               |   | رئال سالت لیک | رئال سالت لیک | ۲          | ۱          | ۳          |            |  |  |        |        |       |       |       |
|  |               | ساپریسا       | ساپریسا       | ۰             | ۲             | ۲ |               |               |            |            |            |            |  |  |        |        |       |       |       |
|  | ساپریسا       | ساپریسا       | ساپریسا       | ۰             | ۲             | ۲ | ۱             | ۲             | ۳          |            |            |            |  |  |        |        |       |       |       |
|  | ساپریسا       | ساپریسا       |               |               |               |   | ۱             | ۲             | ۳          |            |            |            |  |  |        |        |       |       |       |
|  | المپیا        | المپیا        | ۰             | ۱             | ۱             |   |               |               |            |            |            |            |  |  |        |        |       |       |       |

### یک‌چهارم نهایی
بازی‌های رفت یک‌چهارم نهایی در ۲۲ تا ۲۴ فوریه ۲۰۱۱ و بازی‌های برگشت در ۱ تا ۳ مارس ۲۰۱۱ برگزار شد.
| تیم ۱      | نتیجه‌نهایی | تیم ۲         | بازی رفت | بازی برگشت |
| ---------- | ---------- | ------------- | -------- | ---------- |
| تولوکا     | ۰–۲        | مونتری        | ۰–۱      | ۰–۱        |
| کروز آزول  | ۵–۱        | سانتوس لاگونا | ۲–۰      | ۳–۱        |
| کلمبوس کرو | ۱–۴        | رئال سالت لیک | ۰–۰      | ۱–۴        |
| ساپریسا    | ۳–۱        | المپیا        | ۱–۰      | ۲–۱        |

### نیمه نهایی
بازی‌های رفت نیمه نهایی در ۱۵ تا ۱۶ مارس ۲۰۱۱ و بازی‌های برگشت در ۵ تا ۶ آوریل ۲۰۱۱ برگزار شد.
| تیم ۱         | نتیجه‌نهایی | تیم ۲     | بازی رفت | بازی برگشت |
| ------------- | ---------- | --------- | -------- | ---------- |
| رئال سالت لیک | ۳–۲        | ساپریسا   | ۲–۰      | ۱–۲        |
| مونتری        | ۳–۲        | کروز آزول | ۲–۱      | ۱–۱        |

### فینال
بازی رفت فینال در ۲۰ آوریل ۲۰۱۱ و بازی برگشت در ۲۷ آوریل ۲۰۱۱ برگزار شد.
| تیم ۱  | نتیجه‌نهایی | تیم ۲         | بازی رفت | بازی برگشت |
| ------ | ---------- | ------------- | -------- | ---------- |
| مونتری | ۳–۲        | رئال سالت لیک | ۲–۲      | ۱–۰        |

| قهرمان لیگ قهرمانان کونکاکاف ۱۱–۲۰۱۰ |
| ------------------------------------ |
| مکزیک                                |
| مونتری اولین عنوان                   |

## گلزنان برتر
| رتبه | نام                | باشگاه            | گل |
| ---- | ------------------ | ----------------- | -- |
| ۱    | خاویر اوروزکو      | کروز آزول         | ۱۱ |
| ۲    | آلوارو سابوریو     | رئال سالت لیک     | ۸  |
| ۲    | امانوئل ویلا       | کروز آزول         | ۸  |
| ۴    | هکتور مانسیلا      | تولوکا            | ۶  |
| ۵    | خوزه ماریا کاردناس | سانتوس لاگونا     | ۵  |
| ۵    | خوان کوئواس        | تولوکا            | ۵  |
| ۵    | راجر روخاس         | المپیا            | ۵  |
| ۸    | کریستین گیمنز      | کروز آزول         | ۴  |
| ۸    | نیکلاس آدلری       | پورتوریکو آیلندرز | ۴  |
| ۸    | کلادیو کاردوزو     | ماراتن            | ۴  |
| ۸    | آلدو ده نیگریس     | مونتری            | ۴  |
| ۸    | دیوید فولی         | پورتوریکو آیلندرز | ۴  |
| ۸    | گیلرمو رامیرز      | مونیسیپال         | ۴  |
| ۸    | هومبرتو سوازو      | مونتری            | ۴  |